# كونستانس كارير
كونستانس كارير (بالإنجليزية: Constance Carrier)‏ هي مترجمة وكاتِبة ومُدرسة وشاعرة أمريكية، ولدت في 29 يوليو 1908 في نيو بريتن في الولايات المتحدة، وتوفي بنفس المكان في 7 ديسمبر 1991.